# Campeonato Paraguaio de Futebol de 2018 - Apertura
O Campeonato Paraguaio de Futebol de 2018 - Apertura  foi a 118ª edição da primeira divisão do futebol paraguaio, disputada entre os dias 2 de fevereiro e 10 de junho de 2018, denominada Centenario del Estadio Defensores del Chaco. O campeão foi o Club Olimpia, com duas rodadas de antecedência, conquistando seu quadragésimo primeiro título.

## Fórmula de disputa
Como nas últimas temporadas, o modelo de disputa foi o de todos contra todos, com partidas de ida e volta em dois turnos, com 11 jogos para cada equipe. O campeão será o clube que somar mais pontos ao término das 22 rodadas.
Caso o campeonato termine com os dois primeiros colocados empatados em número de pontos, o campeão será definido em um jogo extra. Caso mais do que duas equipes estejam empatadas, o campeão será definido pelos seguintes critérios:
1)Saldo de gols;
2)Gols marcados;
3)Gols marcados como visitante;
4)Sorteio.

## Participantes
| Equipe                        | Cidade          | Departamento     | Em 2017  | Estádio                | Capac. | Títulos                                                  | Part. |
| ----------------------------- | --------------- | ---------------- | -------- | ---------------------- | ------ | -------------------------------------------------------- | ----- |
| 3 de Febrero                  | Ciudad del Este | Alto Paraná      | 1º (B)   | Antonio Oddone Sarubbi | 28.000 | 0 (não possui)                                           | 15    |
| Cerro Porteño                 | Assunção        | Distrito Capital | 1º       | General Pablo Rojas    | 45.000 | 32 (último em Clausura de 2017)                          | 109   |
| Deportivo Capiatá             | Capiatá         | Central          | 9º       | Lic. Erico Galeano     | 15.000 | 0 (não possui)                                           | 10    |
| Deportivo Santaní             | San Estanislao  | San Pedro        | 2º ((B)) | Juan José Vázquez      | 4.928  | 0 (não possui)                                           | 3     |
| General Díaz                  | Luque           | Central          | 4º       | General Adrián Jara    | 4.000  | 0 (não possui)                                           | 9     |
| Guaraní                       | Assunção        | Distrito Capital | 3º       | Rogelio Livieres       | 5.380  | 11 (último em Clausura de 2016)                          | 116   |
| Independiente de Campo Grande | Assunção        | Distrito Capital | 10º      | Estádio Ricardo Gregor | 4.000  | 0 (não possui)                                           | 7     |
| Libertad                      | Assunção        | Distrito Capital | 8º       | Dr. Nicolás Leoz       | 10.100 | 20 (último em Apertura de 2017)                          | 112   |
| Nacional                      | Assunção        | Distrito Capital | 7º       | Arsenio Erico          | 4.434  | 9 (1909, 1911, 1924, 1926, 1942, 1946, 2009, 2011, 2013) | 110   |
| Olimpia                       | Assunção        | Distrito Capital | 2º       | Manuel Ferreira        | 25.820 | 40 (último em Clausura de 2015)                          | 117   |
| Sol de América                | Villa Elisa     | Central          | 6º       | Luis Alfonso Giagni    | 10.200 | 2 (1986, 1991)                                           | 109   |
| Sportivo Luqueño              | Luque           | Central          | 5º       | Feliciano Cáceres      | 20.183 | 2 (1951,1953)                                            | 93    |

## Distribuição geográfica
A maioria dos times está concentrada na capital Assunção, enquanto que os demais se situam, não muito distantes, em cidades do departamento central. Duas equipes pertencem aos departamentos de Alto Paraná e San Pedro. A sede social e administrativa do clube Sol de América está localizada no bairro Obrero, em Assunção, próximo as sedes do Cerro Porteño e do Nacional; porém seu campo de jogo está situado em Villa Elisa, na região metropolitana de Assunção, onde é locatário desde 1985.

## Regulamento
Cada equipe deverá ter em seu plantel oficial pelo menos um jogador de nacionalidade paraguaia, nascido até 1998. O número máximo de jogadores estrangeiros que podem atuar em campo ao mesmo tempo são três. Um jogador que receber o quinto cartão amarelo deverá cumprir uma partida de suspensão na rodada seguinte.

## Classificação
- Atualizado em 10 de junho de 2018.[3]

| Pos | Equipe             | PG | J  | V  | E  | D  | GP | GC | SG  |
| --- | ------------------ | -- | -- | -- | -- | -- | -- | -- | --- |
| 1   | Olimpia            | 53 | 22 | 16 | 5  | 1  | 52 | 22 | 30  |
| 2   | Cerro Porteño      | 42 | 22 | 12 | 6  | 4  | 43 | 17 | 26  |
| 3   | Libertad           | 39 | 22 | 11 | 6  | 5  | 37 | 24 | 13  |
| 4   | Nacional           | 38 | 22 | 10 | 8  | 4  | 32 | 21 | 11  |
| 5   | Independiente (CG) | 31 | 22 | 9  | 4  | 9  | 30 | 32 | -2  |
| 6   | Sol de América     | 30 | 22 | 8  | 6  | 8  | 36 | 40 | -4  |
| 7   | General Díaz       | 24 | 22 | 6  | 6  | 10 | 27 | 39 | -12 |
| 8   | Guaraní            | 23 | 22 | 6  | 5  | 11 | 25 | 39 | -14 |
| 9   | Deportivo Santaní  | 22 | 22 | 4  | 10 | 8  | 22 | 25 | -3  |
| 10  | Sportivo Luqueño   | 21 | 22 | 5  | 6  | 11 | 25 | 37 | -12 |
| 11  | Deportivo Capiatá  | 21 | 22 | 5  | 6  | 11 | 31 | 45 | -14 |
| 12  | 3 de Febrero       | 14 | 22 | 2  | 8  | 12 | 21 | 40 | -19 |

## Premiação
| Campeão Paraguaio de 2018 Apertura      |
| Assunção                                |
| --------------------------------------- |
| Olimpia (Assunção) Campeão (41º título) |